# 小行星9202
小行星9202（英語：9202）是一颗围绕太阳公转的小行星。1993年8月13日，太空监视在基特峰发现了此天体。
这颗小行星的绝对星等为212.3041840134477等。